# Ruth Ogbeifo
Ruth Ogbeifo (ur. 18 kwietnia 1972) – nigeryjska sztangistka, srebrna medalistka igrzysk olimpijskich i brązowa medalistka mistrzostw świata.

## Kariera
Podczas igrzysk olimpijskich w Sydney w 2000 roku wywalczyła srebrny medal w wadze ciężkiej. W zawodach tych rozdzieliła na podium Kolumbijkę Maríę Isabel Urrutię oraz Kuo Yi-hang z Tajwanu. Wszystkie trzy zawodniczki uzyskały taki sam wynik w dwuboju, o srebrnym medalu dla reprezentantki Nigerii zdecydowała wyższa od zwyciężczyni waga ciała. Był to jej jedyny start olimpijski. Na rozgrywanych rok wcześniej mistrzostwach świata w Atenach zdobyła brązowy medal w tej samej kategorii wagowej.